# Lycosa duracki
Lycosa duracki este o specie de păianjeni din genul Lycosa, familia Lycosidae, descrisă de Mckay, 1975.
Este endemică în Western Australia. Conform Catalogue of Life specia Lycosa duracki nu are subspecii cunoscute.